# Grand Prix Formule 1 van Singapore 2008

Circuit 2008

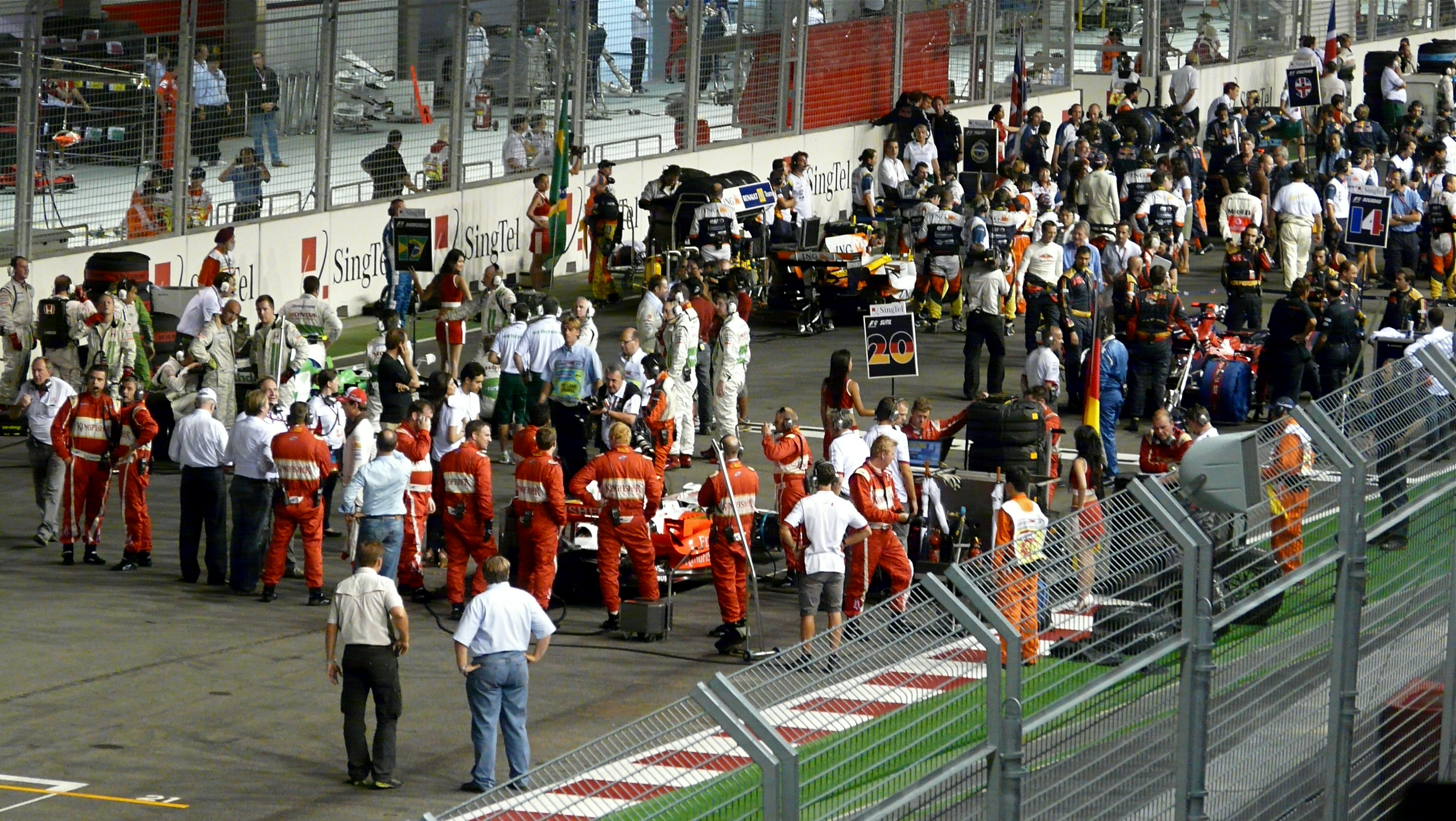
Voor de start van de race.

De Grand Prix Formule 1 van Singapore 2008 werd gehouden van 26 tot 28 september 2008 op het Singapore Street Circuit. Het was de 1e race op dit circuit, de 1e in dit land. Bijzonder is dat het de eerste race was die bij nacht werd gehouden in de geschiedenis van de Formule 1.
Om het circuit te verlichten werd er gebruikgemaakt van 1500 lampen, geplaatst om de vier meter. Een andere bijzonderheid is dat de rijders tijdens de race onder een van de tribunes door zullen rijden.
In 2008 was het een van de twee nieuwe circuits van het seizoen, na het Valencia Street Circuit. Het was ook de 800e Grand Prix binnen het Formule 1-wereldkampioenschap. De eerste pole position in Singapore was voor Felipe Massa van Ferrari. De Grand Prix werd gewonnen door Fernando Alonso. Hij eindigde voor Nico Rosberg en Lewis Hamilton.

## "Crashgate"
In 2009 ontstond commotie binnen de Formule 1 omdat Nelson Piquet jr. tegenover de FIA verklaarde dat hij tijdens de race in Singapore in 2008 opzettelijk crashte. Hij heeft deze opdracht gekregen van toenmalig teambaas Flavio Briatore en technisch directeur Pat Symonds van het Renault F1 team. Het plan was opzettelijk te crashen, om zo teamgenoot Fernando Alonso aan een overwinning te helpen, doordat de safety-car in actie moest komen.
Uiteindelijk is bewezen dat Piquet de waarheid sprak, en zijn er de nodige straffen uitgedeeld. Flavio Briatore werd levenslang geschorst, maar op 5 januari 2010 werd de levenslange schorsing door een Parijse rechtbank ongeldig verklaard. Briatore mocht vanaf begin 2013 weer werkzaam zijn in de Formule 1. Voor andere kampioenschappen die de FIA organiseert was dat één seizoen eerder.
Symonds mocht zich 5 jaar niet laten zien. Verder heeft Renault een voorwaardelijke schorsing gekregen van 2 jaar. Piquet en Alonso zijn beide niet schuldig, en mede daarom blijft de overwinning van Alonso, uit 2008, gewoon staan.
Een aantal grote namen binnen de Formule 1 hebben hun mening gegeven over het schandaal. Oud-coureur en teambaas Jackie Stewart noemde de sport verrot, voormalig wereldkampioen Damon Hill vond dat Renault levenslang geschorst had moeten worden.

## Kwalificatie
| Positie | Nummer | Naam                 | Team                | Q1        | Q2        | Q3       | Grid |
| ------- | ------ | -------------------- | ------------------- | --------- | --------- | -------- | ---- |
| 1       | 2      | Felipe Massa         | Ferrari             | 1:44.519  | 1:44.014  | 1:44.801 | 1    |
| 2       | 22     | Lewis Hamilton       | McLaren-Mercedes    | 1:44.501  | 1:44.932  | 1:45.465 | 2    |
| 3       | 1      | Kimi Räikkönen       | Ferrari             | 1:44.282  | 1:44.232  | 1:45.617 | 3    |
| 4       | 4      | Robert Kubica        | BMW Sauber          | 1:44.740  | 1:44.519  | 1:45.779 | 4    |
| 5       | 23     | Heikki Kovalainen    | McLaren-Mercedes    | 1:44.311  | 1:44.207  | 1:45.873 | 5    |
| 6       | 3      | Nick Heidfeld        | BMW Sauber          | 1:45.548  | 1:44.520  | 1:45.964 | 9    |
| 7       | 15     | Sebastian Vettel     | Toro Rosso-Ferrari  | 1:45.042  | 1:44.261  | 1:46.244 | 6    |
| 8       | 12     | Timo Glock           | Toyota              | 1:45.184  | 1:44.441  | 1:46.328 | 7    |
| 9       | 7      | Nico Rosberg         | Williams-Toyota     | 1:45.103  | 1:44.429  | 1:46.611 | 8    |
| 10      | 8      | Kazuki Nakajima      | Williams-Toyota     | 1:45.127  | 1:44.826  | 1:47.547 | 10   |
| 11      | 11     | Jarno Trulli         | Toyota              | 1:45.642  | 1:45.038  |          | 11   |
| 12      | 16     | Jenson Button        | Honda               | 1:45.660  | 1:45.133  |          | 12   |
| 13      | 10     | Mark Webber          | Red Bull-Renault    | 1:45.493  | 1:45.212  |          | 13   |
| 14      | 9      | David Coulthard      | Red Bull-Renault    | 1:46.028  | 1:45.298  |          | 14   |
| 15      | 5      | Fernando Alonso      | Renault             | 1:44.971  | geen tijd |          | 15   |
| 16      | 6      | Nelson Piquet jr.    | Renault             | 1:46.037  |           |          | 16   |
| 17      | 14     | Sébastien Bourdais   | Toro Rosso-Ferrari  | 1:46.389  |           |          | 17   |
| 18      | 17     | Rubens Barrichello   | Honda               | 1:46.583  |           |          | 18   |
| 19      | 20     | Adrian Sutil         | Force India-Ferrari | 1:47.940  |           |          | 19   |
| 20      | 21     | Giancarlo Fisichella | Force India-Ferrari | geen tijd |           |          | 20   |

## Race
| Positie | Nummer | Coureur              | Team                | Rondes | Tijd/Oorzaak uitval | Startplaats | Punten |
| ------- | ------ | -------------------- | ------------------- | ------ | ------------------- | ----------- | ------ |
| 1       | 5      | Fernando Alonso      | Renault             | 61     | 1:57:16.304         | 15          | 10     |
| 2       | 7      | Nico Rosberg         | Williams-Toyota     | 61     | +2.957              | 8           | 8      |
| 3       | 22     | Lewis Hamilton       | McLaren-Mercedes    | 61     | +5.917              | 2           | 6      |
| 4       | 12     | Timo Glock           | Toyota              | 61     | +8.155              | 7           | 5      |
| 5       | 15     | Sebastian Vettel     | Toro Rosso-Ferrari  | 61     | +10.268             | 6           | 4      |
| 6       | 3      | Nick Heidfeld        | BMW Sauber          | 61     | +11.101             | 9           | 3      |
| 7       | 9      | David Coulthard      | Red Bull-Renault    | 61     | +16.387             | 14          | 2      |
| 8       | 8      | Kazuki Nakajima      | Williams-Toyota     | 61     | +18.489             | 10          | 1      |
| 9       | 16     | Jenson Button        | Honda               | 61     | +19.885             | 12          |        |
| 10      | 23     | Heikki Kovalainen    | McLaren-Mercedes    | 61     | +26.902             | 5           |        |
| 11      | 4      | Robert Kubica        | BMW Sauber          | 61     | +27.975             | 4           |        |
| 12      | 14     | Sébastien Bourdais   | Toro Rosso-Ferrari  | 61     | +29.432             | 17          |        |
| 13      | 2      | Felipe Massa         | Ferrari             | 61     | +35.170             | 1           |        |
| 14      | 21     | Giancarlo Fisichella | Force India-Ferrari | 61     | +43.571             | 20          |        |
| 15      | 1      | Kimi Räikkönen       | Ferrari             | 57     | Ongeval             | 3           |        |
| DNF     | 11     | Jarno Trulli         | Toyota              | 50     | Hydraulisch         | 11          |        |
| DNF     | 20     | Adrian Sutil         | Force India-Ferrari | 49     | Ongeval             | 19          |        |
| DNF     | 10     | Mark Webber          | Red Bull-Renault    | 29     | Transmissie         | 13          |        |
| DNF     | 17     | Rubens Barrichello   | Honda               | 14     | Motor               | 18          |        |
| DNF     | 6      | Nelson Piquet jr.    | Renault             | 13     | Ongeval             | 16          |        |

## Noot
- Dit waren de eerste rondes als raceleider voor Nico Rosberg.
- Vijftigste podiumplaats voor Fernando Alonso.
- Dit was de achthonderdste officiële Formule 1-race die meetelde voor het wereldkampioenschap. In die 800 Grands Prix waren er een aantal records gevestigd:
  - Rubens Barrichello was de meest ervaren coureur met 264 Grand Prix-starts.
  - Michael Schumacher had de meeste pole positions (68), de meeste snelste rondes (76), leidde 5.107 rondes als raceleider, had 154 podiumplaatsen behaald, 91 Grand Prix-winsten en was in totaal 121 Grand Prix-weekeinden de leider van het kampioenschap geweest. Hij hield tevens het record voor negentien opeenvolgende podiumplaatsen, en was 37 opeenvolgende Grand Prix-weekeinden de leider van het klassement geweest. Verder had Schumacher een recordaantal van zeven wereldkampioenschappen en had tevens vijf opeenvolgende kampioenschappen weten te behalen.
  - Jim Clark had acht Grand Slams behaald.
  - Ayrton Senna behield het record van acht opeenvolgende pole positions.
  - Alberto Ascari was recordhouder met zeven opeenvolgende snelste rondes en negen opeenvolgende Grand Prix-winsten.
  - Britse coureurs waren het meest succesvol geweest in achthonderd Formule 1-races: 784 Grands Prix verreden, 192 pole positions, 181 snelste rondes, 13.222 rondes als raceleider, 517 podiumplaatsen, 198 Grand Prix-winsten, negentien Grand Slams en twaalf gewonnen wereldtitels.

2008 · 2009 · 2010 · 2011 · 2012 · 2013 · 2014 · 2015 · 2016 · 2017 · 2018 · 2019 · 2022 · 2023 · 2024 · 2025 · 2026 · 2027 · 2028